# NGC 1184
NGC 1184 es una galaxia espiral de clase S0-a con el número 1.184 del New General Catallogue (N.G.C.)
NGC 1184 está situada en la constelación de Cefeo . Fue descubierta el 16 de septiembre de 1787 por el astrónomo germano-británico William Herschel.
Sus coordenadas astronómicas son α 3 h. 16 m. 45.3 s. y δ 80° N 47' 21" para el año 2000.0
Esta galaxia sólo es visible con telescopios potentes, su magnitud aparente es de +13.44
Históricamente, en 1801 fue incluida en la extinta constelación de El Reno cuando el astrónomo alemán Bode publicó su catálogo Allgemeine Beschreibung und Nachweisung der Gestirne (Listado y descripción general de las estrellas).